# دفتر نماینده عالی سازمان ملل متحد برای کشورهای توسعه‌نیافته، کشورهای در حال توسعه محصور در خشکی و کشورهای جزیره‌ای کوچک در حال توسعه
دفتر نماینده عالی سازمان ملل متحد برای کشورهای توسعه‌نیافته، کشورهای در حال توسعه محصور در خشکی و کشورهای جزیره‌ای کوچک در حال توسعه (UN-OHRLLS) یک دفتر از دبیرخانه سازمان ملل متحد است. که به مسائل کشورهای کمتر توسعه یافته، کشورهای محصور در خشکی و کشورهای جزیره‌ای کوچک در حال توسعه می‌پردازد. این دفتر در سال ۲۰۰۱ با قطعنامه سازمان ملل ۵۶/۲۲۷ تأسیس شد.

## وظایف
این دفتر وظایف متعددی برای گروه‌های خود دارد. برای برنامه عمل کشورهای کمتر توسعه یافته، به تضمین اجرای برنامه و حمایت از شورای اقتصادی و اجتماعی سازمان ملل در ارزیابی پیشرفت کمک می‌کند. این دفتر پیگیری اعلامیه آلماتی و برنامه عمل همکاری حمل و نقل میان کشورهای محصور در خشکی و کشورهای ترانزیتی را حمایت می‌کند و برنامه عمل سازمان ملل برای توسعه پایدار کشورهای کوچک جزیره‌ای را نیز پشتیبانی می‌نماید. این دفتر فعالیت‌های مربوطه را انجام می‌دهد و حمایت‌های بین‌المللی برای گروه مشتریان خود با سازمان ملل و جامعه به‌طور کلی جلب می‌کند و از مشاوره درون گروه مشتریان خود حمایت می‌کند. برای کشورهای کوچک جزیره‌ای، این دفتر از آنها در فرآیندهای بین دولتی حمایت می‌کند، برای توجه ویژه به آنها و جمع‌آوری منابع تلاش می‌نماید و همچنین حمایت‌های ارائه‌شده توسط سازمان ملل و جامعه بین‌المللی برای توسعه پایدار در این کشورها را هماهنگ می‌کند. مسیر SAMOA یک سند سیاستی مرکزی برای توسعه پایدار در کشورهای کوچک جزیره‌ای و فعالیت‌های OHRLLS است.

## فهرست نمایندگان عالی
- ۲۰۰۲–۲۰۰۷: انورول کی. چودری[۳]
- ۲۰۰۷–۲۰۱۲: چک سیدی دیارا[۴]
- ۲۰۱۲–۲۰۱۷: گیان چاندر آچاری[۵]
- ۲۰۱۷–۲۰۲۱: فکیتاموئلا اوتویکامانو[۶]
- ۲۰۲۱–۲۰۲۲: اچارل کورتنی راتری[۷]

۲۰۲۲ - اکنون: رباب فاطمه

## مطالعهٔ بیشتر
- Chowdhury, Anwarul K; Erdenebileg, Sandagdorj (2006). Geography against development: a case for landlocked developing countries. New York: UN-OHRLLS. ISBN 978-9211045406.